# Sîtaeve, Dolînska
Sîtaeve (în ucraineană Ситаєве) este un sat în comuna Varvarivka din raionul Dolînska, regiunea Kirovohrad, Ucraina.

## Demografie
Componența lingvistică a localității Sîtaeve
     Ucraineană (82,35%)
     Rusă (17,65%)
Conform recensământului din 2001, majoritatea populației localității Sîtaeve era vorbitoare de ucraineană (82,35%), existând în minoritate și vorbitori de rusă (17,65%).